# Vår fantastiska dadda
Vår fantastiska dadda (danska: Min søsters børn) är en dansk familjefilm från 1966 i regi av Annelise Reenberg.

## Rollista i urval
- Axel Strøbye - Erik Lund
- Birgit Sadolin - Lisbeth Andersen
- Karl Stegger - advokat Andersen
- Jeanne Darville - Else Berg
- William Rosenberg - herr Berg
- Sonja Oppenhagen - Rikke Berg
- Jan Priiskorn-Schmidt - Jan Berg
- Vibeke Houlberg - Lotte Berg
- Michael Rosenberg - Michael Berg
- Pusle Helmuth - Pusle Berg
- Lars Madsen - Blob Berg
- Ole Søltoft - Poul
- Bjørn Puggaard-Müller - patient